# Schwerinsdorf
Schwerinsdorf (dolnoniem. Steern) – miejscowość i gmina w Niemczech, w kraju związkowym Dolna Saksonia, w powiecie Leer, w chodzi w skład gminy zbiorowej Hesel.